# West End (Londyn)

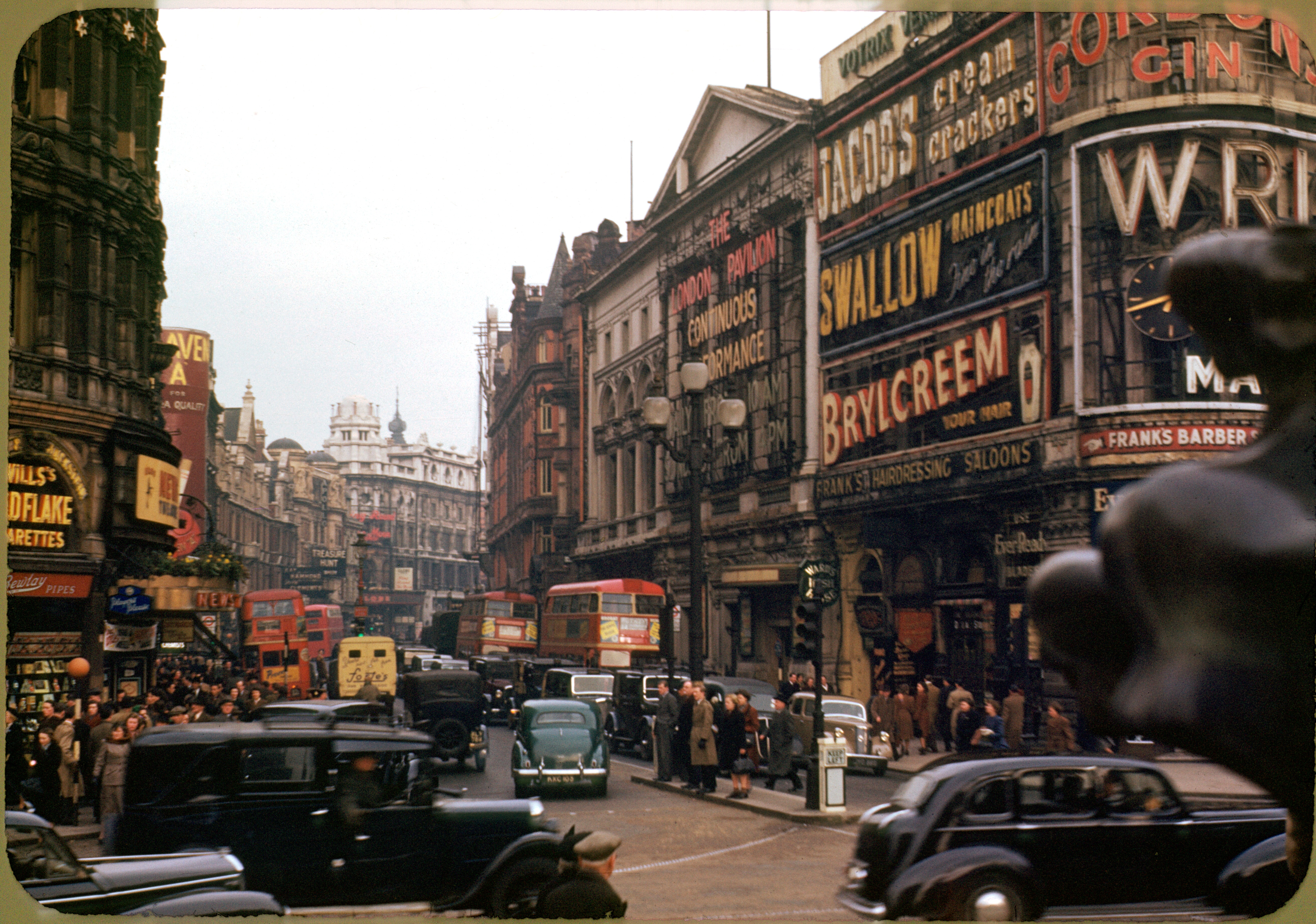
Shaftesbury Avenue z Piccadilly Circus w 1949

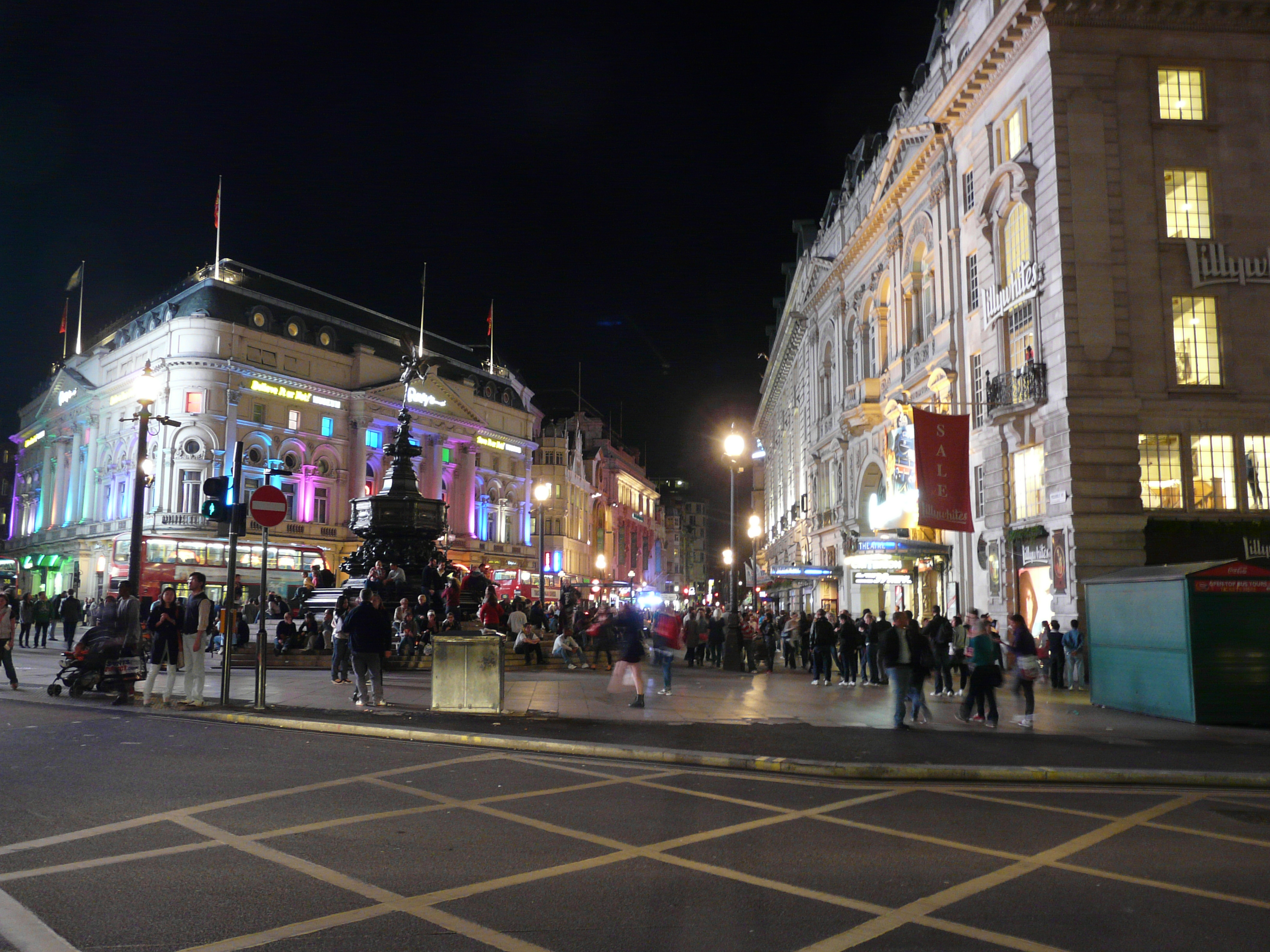
Piccadilly Circus, 2010

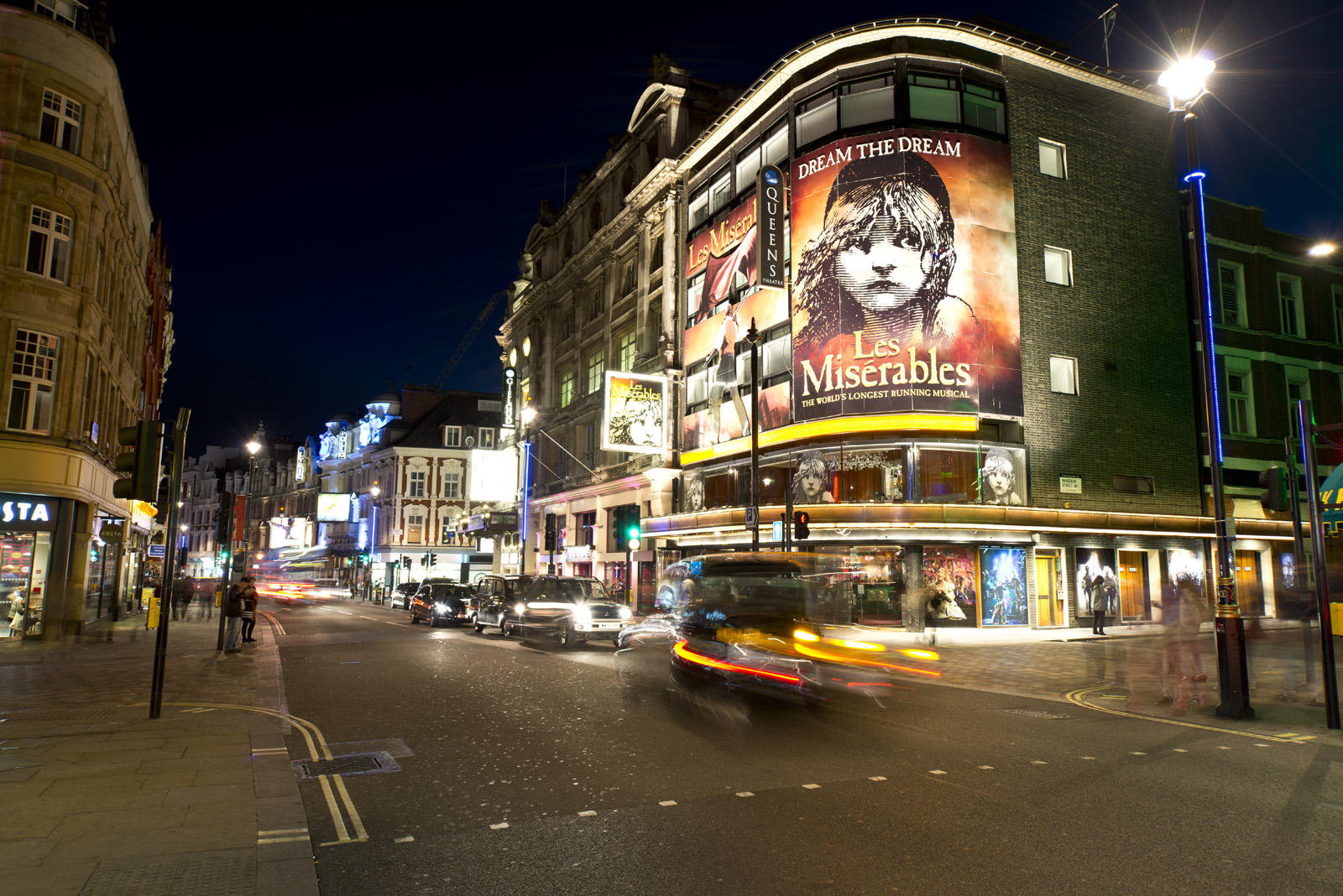
West End - widok nocny, 2012

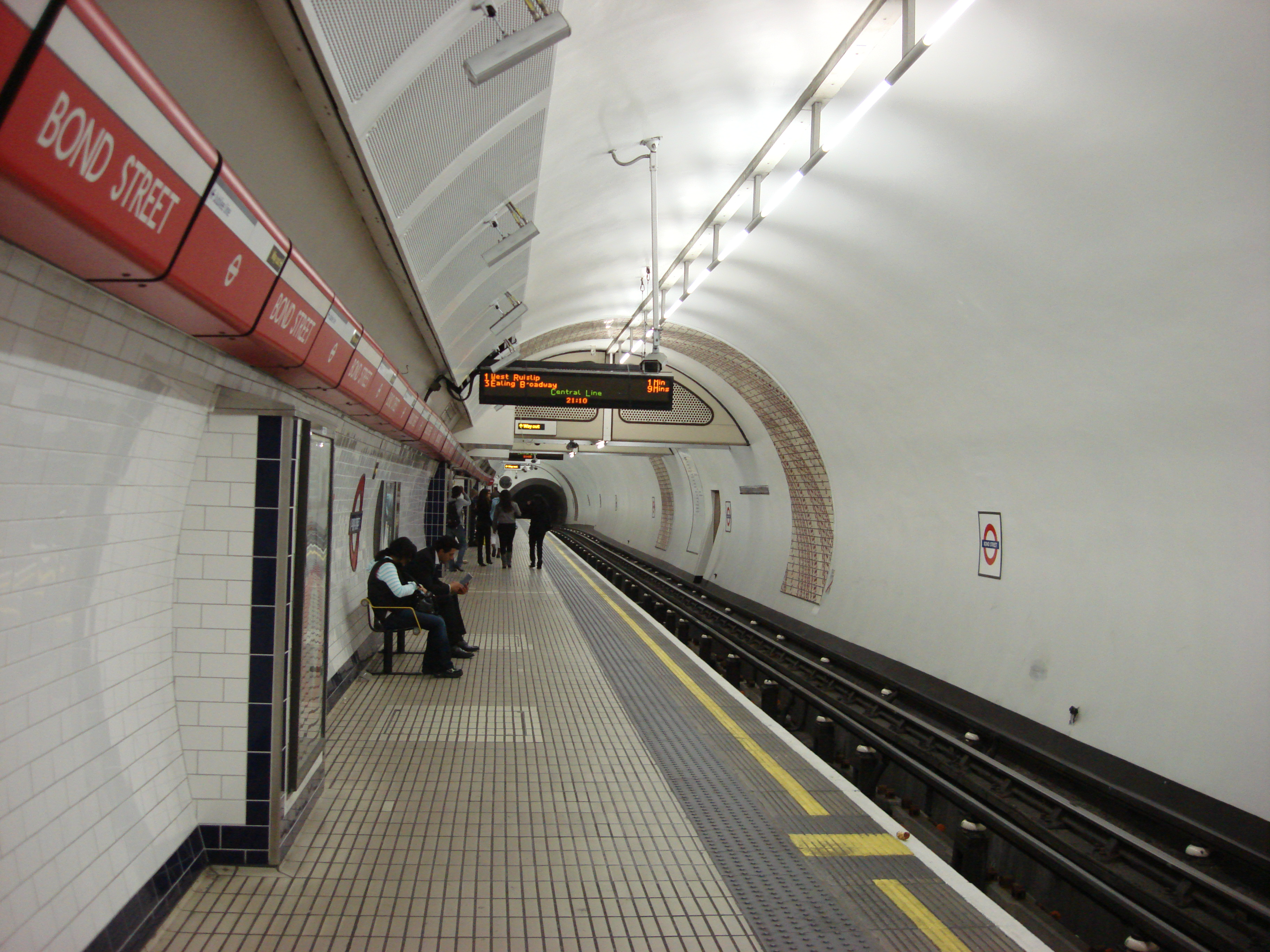
Stacja metra Bond Street, peron Central Line

West End – obszar centralnego Londynu zawierający wiele z największych (i najważniejszych dla miłośników teatru, zobacz teatry w West End) atrakcji turystycznych, sklepów, przedsiębiorstw, budynków rządowych i lokali rozrywkowych.

## Termin
Nazwa „West End” jest to elastyczny termin i w różnych kontekstach może odnosić się do:
- dzielnicy rozrywki wokół Leicester Square i Covent Garden,
- dzielnicy handlowej skoncentrowanej na Oxford Street, Regent Street i Bond Street;
- rzadziej, do całej części centralnego Londynu, która leży na zachód od City of London[1][2].

## Historia
Stosowanie tego terminu rozpoczęło się w początku XIX wieku, w celu opisania modnego obszaru na zachód od Charing Cross. W planowaniu jest identyfikowany jako obszar jednego z dwóch „ośrodków międzynarodowych” w planie Londynu.
Leżąc na zachód od zabytkowego rzymskiego i średniowiecznego City of London, West End był przedmieściem, atrakcyjnym z racji bliskiego sąsiedztwa siedziby władzy królewskiej w Westminsterze. Większa część West Endu znajduje się w granicach gminy City of Westminster.
Opracowany i budowany w wiekach XVII, XVIII i XIX, został wybudowany jako seria pałaców, drogich kamienic, oraz modnych sklepów i miejsc rozrywki. Obszary położone najbliżej miasta wokół Holborn, Seven Dials i Covent Garden, historycznie miejsca zamieszkania biedniejszych społeczności, zostały przebudowane w XIX wieku.

## Transport
Stacje metra w West End:
- Baker Street
- Bond Street
- Charing Cross
- Covent Garden
- Embankment
- Goodge Street
- Great Portland Street
- Green Park
- Holborn
- Hyde Park Corner
- Leicester Square
- Marble Arch
- Oxford Circus
- Piccadilly Circus
- Regent’s Park
- Temple
- Tottenham Court Road
- Warren Street
- Westminster